# Skulpturenweg Oberwesel

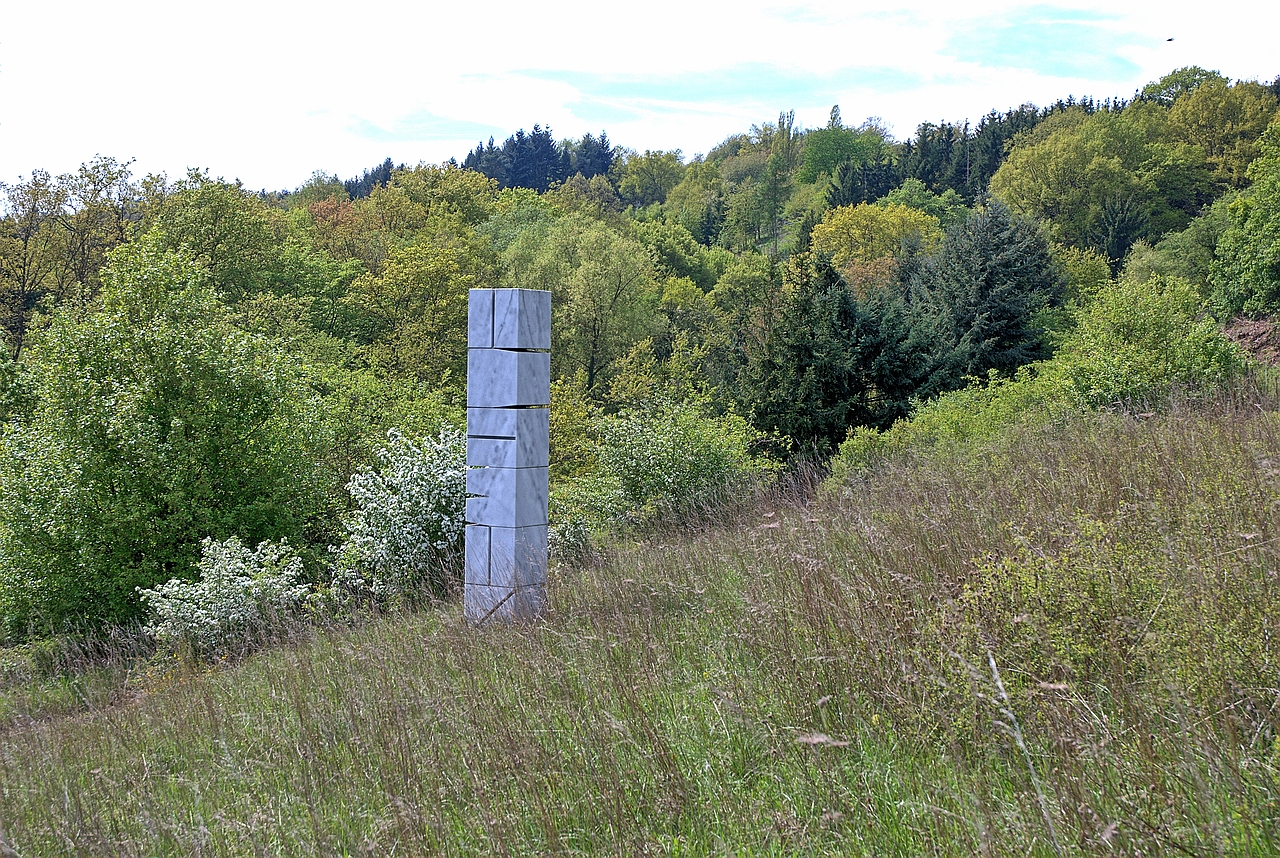
Schriftsäule Ich bin (1996) von Hans Schmidt

Der Skulpturenweg Oberwesel ist ein Skulpturenweg am Mittelrhein. Er liegt zwischen Oberwesel und Urbar.

## Projektbeschreibung
Der Skulpturenweg entstand 1996 durch die Initiative des Urbarer Bildhauers Willy Heinzen und des KunstVereins DiDa Art e.V. als Teilstück des Skulpturenwegs Rheinland-Pfalz. Die nötigen Gelder stammen von privaten Sponsoren, Firmen und vom Land Rheinland-Pfalz.

„Er ist angelegt als Skulpturensammlung, die über Jahre, auch über Jahrzehnte hin eine Sammlung aus dem Engagement der Bildhauer heraus aufbaut. (…) Der Kunstverein Dida art hat sich der Sache angenommen und eine Arbeitsgruppe gebildet, die das Projekt weiterentwickelt.“

Einige Kunstwerke wurden seither umgesetzt, abgebaut oder wurden durch Sturm zerstört. Die heute noch vorhandenen Werke liegen an einem etwa vier Kilometer langen Weg, der vom Rheinufer in Oberwesel 250 Höhenmeter bergan auf die Rheinhöhe bei Urbar führt.
Streckenweise verläuft er auf dem Rheinhöhenweg Oberwesel/Boppard bzw. dem Rheinburgenweg Oberwesel/St. Goar.

## Präsente Künstler und Werke

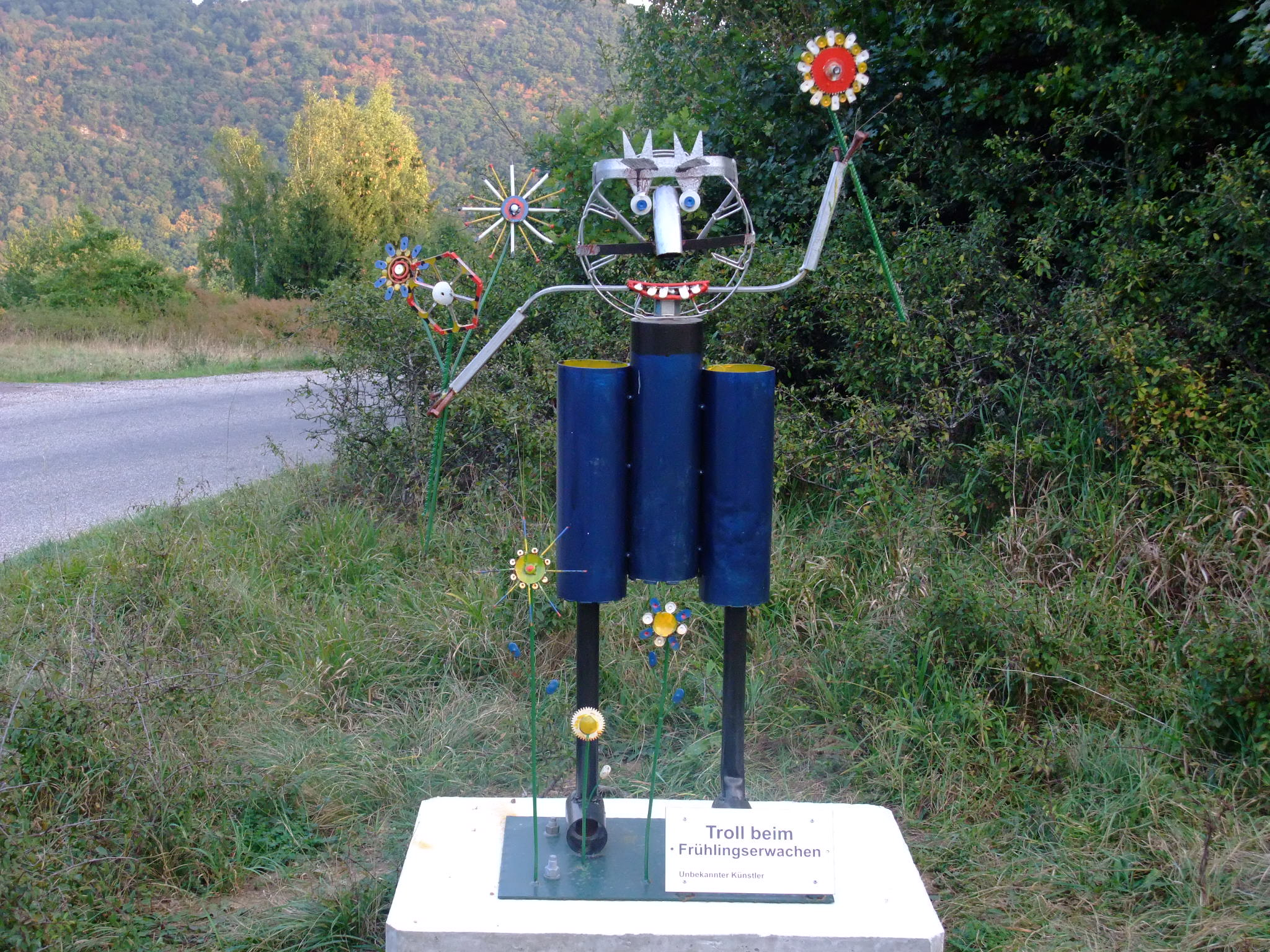
Anonymer Künstler, Troll beim Frühlingserwachen

Alle Angaben zu Künstler und Werken sind gemäß den Darstellungen bei „Welt der Form“
- Georg Ahrens: Liegende (1993)
- Otmar Alt: Elefant (1994)
- Werner Brattig: Doppelkopf (um 1996)
- Werner Brattig: Profilkopf (um 1996)
- Heinrich Demel: Figur 1 (um 1996)
- Karl-Heinz Deutsch: Großer Beilkopf (1998)
- Jo. Harbort: Begegnung (um 1996)
- Willy Heinzen: Drei Stelen (um 1996)
- Frank Lipka: Schnitt (1992)
- Frank Lipka: Raumskulptur (1994)
- Christoph Mancke: o. T. (1996)
- Friedrich Riedelsberger: Red Room (1996)
- Rudi Scheuermann: Großer Vogel (1996)
- Hans Schmidt: Schriftsäule „Ich bin“ (1996)

### Weitere Künstler und Werke
Die folgenden Arbeiten kamen in der Zwischenzeit hinzu, sie waren nicht Teil des ursprünglichen Projekts, sondern wurden von den Künstlern in eigener Regie aufgestellt.
- anonymer Künstler: Troll beim Frühlingserwachen, Troll ohne Furcht und Tadel, Trollinger, Trolls Rheines-Lust
- Oliver Kluck: o. T. – 2 Skulpturen (um 2004)